# Pharmacophagus
Pharmacophagus is een geslacht van vlinders binnen de familie pages (Papilionidae) en telt slechts 1 soort.

## Soorten
- Pharmacophagus antenor (Drury, 1775)